# Зоопарк
Зоологи́ческий па́рк (зоопа́рк) — учреждение для содержания животных в неволе с целью их демонстрации, сохранения, воспроизводства и изучения, в том числе и научного. Согласно «Биологическому энциклопедическому словарю», зоопарк представляет собой научно-просветительное учреждение, в задачи которого входят демонстрация разнообразия животного мира, распространение знаний о природе, пропаганда охраны животных и сохранение генофонда редких и исчезающих видов животных. От зоосада отличается большей территорией и бо́льшим количеством животных.

## История
Зверинцы, в которых в неволе содержались дикие животные, были известны уже в Древнем Египте. В 2009 году в Нехене археологические раскопки выявили свидетельства древнейшего зоопарка, датируемого приблизительно 3500 годом до н. э. Здесь были представлены животные: гиппопотамы, слоны, конгони, бабуины и дикие коты.
В Древнем Китае их называли «Сады знаний», имелись зоопарки также в Вавилоне и Ассирии, позже — в Древнем Риме. В зоологических садах Египта эпохи Птолемеев животные уже не просто содержались, но и были объектом наблюдений.
В 1462 году Гильберт де Ланноа, проезжая земли Великого княжества Литовского, отметил в своём дневнике:

«В упомянутом городе Троках (под Вильно) есть парк, огороженный, в котором находятся всевозможные виды диких животных и зверей, каких только можно найти в лесах и на охотах туземных. Некоторые звери, как будто быки, называемые зубрами; другие похожи на больших лошадей и называются ослами, а иные называются лосями; есть также дикие лошади, медведи, свиньи, олени и всевозможные роды дичи».

В конце XVII века немецкий дипломат (посол в России эпохи Петра I) Иоганн Георг Корб отмечал:

«Отправившись в царский зверинец, мы рассматривали белого невероятной величины медведя, леопардов, рысей и многих других животных, которых там держат для того только, чтобы смотреть на них».

### Новое время
В Европе Нового времени зоологические парки появились в 1752 году в Вене и в 1770 году в Мадриде. После Великой французской революции в парижском Саду растений был открыт зоопарк, одной из основных задач которого была просветительная. В него были переведены животные из бывшего королевского зверинца в Версале. В 1795 году в Национальный зоосад в Саду растений в качестве военных трофеев были доставлены животные (в том числе слоны) из зверинца дворца Хет Лоо в Нидерландах.
В зоопарке Карла Хагенбека впервые в истории появилась часть экспозиции, не отделённая от посетителей решётками — так называемый «Остров зверей». В этой части зоопарка животные содержались в условиях, приближенных к естественным — в искусственном ущелье, которое с одной стороны ограничивал также искусственный горный склон. В схожем стиле спроектирован архитектором Карлом Гиппиусом открытый в Московском зоопарке в 1920-е годы «Остров зверей». Типичным объектом экспозиции в «стиле Хагенбека» являются обезьянники, выполненные в виде дикой скалы, отгороженной от посетителей не решётками, а рвом, обнесенным стеной. Первая «обезьянья скала» была спроектирована Хагенбеком в 1913 году из искусственного сланца по фотографиям реально существующего в Эфиопии утёса. Скала, на которой размещались около двухсот гамадрилов, была окружена рвом пятиметровой ширины.
Во второй половине XX века, по мере превращения зоопарков из зрелищных заведений в научные учреждения, появились специализированные зоопарки, экспозиции которых посвящены узким сегментам животного мира. К ним относятся Альпийский зоопарк в Инсбруке, в коллекции которого представлены виды, обитающие в Альпах (открыт в 1962 году), птичий парк Вальсроде (открыт в 1958 году), парк приматов Апенхёуль в Апелдорне (Нидерланды) и многочисленные дельфинарии.
К 2010 году в мире насчитывается около 1 300 зоопарков, из них почти половина в Европе и 20 % в Северной Америке.

## Особенность
Наравне с парковыми ландшафтами и зонами отдыха, в зоопарках содержат различных представителей животного мира на ограниченных территориях, в специально созданных помещениях с более или менее приближенными к их природным условиям жизни.
Зоопарк от зоосада отличается бо́льшей территорией, более обширной и разнообразной коллекцией животных. Многие зоопарки и зоосады были основаны на базе частных коллекций, зооцирков и передвижных или стационарных зоовыставок. 
В 1990 в мире насчитывалось около 850 зоологических парков и зоосадов. В СССР их было тридцать два. В Российской Федерации — около пятнадцати. В Нью-Йорке (США) пять зоопарков и аквариум. 
Берлинский зоопарк является старейшим зоопарком в Германии (1844) и одновременно самым большим по представленным видам животных. Один из крупнейших в мире (если не самый крупный) зоопарк находится в Сан-Диего: около половины его территории занимает «Парк Диких Животных», располагающийся на площади в 1800 акров (730 га). 
Старейшие зоопарки России — Московский (1864) и Санкт-Петербургский (1865).

## Цели и задачи
Важные функции зоопарка — содержать диких животных для демонстрации их городскому населению и вести просветительную работу по охране природы и животного мира, развивая в людях представление о том, что они являются частью мира живой природы и что ответственность за сохранение этого мира должна гармонично войти в их повседневную жизнь. Большое значение имеют изучение биологии и психологии животных, а также сохранение видов и их воспроизводство с последующей реинтродукцией в естественные местообитания, что помогает восстановить численность и тем самым сохранить вымирающих представителей животного мира в дикой природе. Участие в различных международных программах по сохранению и восстановлению исчезающих видов помогло избежать утраты вследствие вымирания в природной среде популяций зубров и куланов, некоторых представителей птиц, земноводных и пресмыкающихся.
В силу развития цивилизации, вырубки лесов, ухудшения экологической ситуации и воздействия других факторов некоторые виды животных, например олень Давида, сохранились лишь в зоопарках.

## Кормление
Кормление посетителями обитателей зоопарков во многих странах запрещено. Специалисты этих учреждений подбирают каждому виду оптимальный для него рацион и соответствующий режим кормления. В определённые часы посетители могут наблюдать за кормлением ряда животных. Например, в Китае в ряде сафари-парков на глазах посетителей в вольер к хищникам запускают козу, корову или свинью, чтобы зрители могли наблюдать процесс охоты.

## Эффект посетителя
Присутствие посетителей может оказывать положительное или отрицательное воздействие на животных в зоопарке. Для оценки такого влияния используют поведенческие и физиологические показатели, включая подвижность, груминг, перемещение относительно посетителей, частоту сердечных сокращений и массу тела. В целом, посетители оказывают значимое негативное влияние на амфибий. Птицы и рыбы относятся к посетителям нейтрально. Хищные показывают позитивные, негативные и нейтральные ответы.

## Критика
Содержание диких животных в неволе постоянно подвергается критике со стороны ветеринаров, сторонников защиты и освобождения животных. В большинстве случаев неодомашненным животным тяжело жить в клетках и вольерах, вне естественной среды обитания, которую для ряда животных (например, львов, белых медведей и слонов) невозможно полноценно имитировать в любом случае. Отлавливаемых диких животных перевозят, убивая или оставляя погибать детёнышей, а слонов принудительно дрессируют.
По мнению профессора философии и юриспруденции Дейла Джеймисона, человек как вид пытался понять, как выжить среди других видов. Зоопарки подчеркнули разницу между людьми и животными, поспособствовав ложному и опасному пониманию величия человека, из чего профессор делает вывод, что и для людей, и для животных будет лучше отменить зоопарки.
В 2010 году несколько учёных (Lori Marino, Scott O. Lilienfeld, Randy Malamud, Nathan Nobis и Ron Broglio) пришли к заключению, что до сих пор не выявлено доказательств положительного влияния зоопарков и аквариумов на понимание необходимости охраны природы посетителями этих учреждений.
С 2011 года организация по охране животных Born Free Foundation публикует отчёты о ряде зоопарков в ЕС, где документирует нарушения директивы ЕС «1999/22 о содержании диких животных в зоопарках» и выносит рекомендации.